# Blindatele morții
Blindatele morții (în daneză Døden på Larvefødder) este un roman de război al scriitorului danez Sven Hassel. A fost publicat în 1958. Este al doilea, după Legiunea blestemaților, dintr-o serie de paisprezece romane despre al Doilea Război Mondial scrise de Hassel. Blindatele morții și toate cărțile ulterioare de război ale lui Sven Hassel completează detaliile omise în Legiunea blestemaților (1959).
Cartea a fost dedicată soției și fiului autorului și unui fost ofițer al armatei britanice, Maurice Michael.

## Prezentare
Este a doua parte a seriei de romane de război, bazată în mare parte pe experiențele personale ale autorului în timpul serviciului său pe aproape toate fronturile celui de-al doilea război mondial, inclusiv în unitățile penale ale wehrmachtului. Protagoniștii sunt membri ai Regimentului 27 Panzere (care de fapt nu a existat niciodată): Sven (autor, narator al tuturor romanelor lui Hassel), Joseph Porta (povestitor plin de umor, din Berlin), Wolfgang Creutzfeld - „Micuțul” (gigant cu o poreclă dată ironic, din Hamburg), Willie Beier - „Bătrânul” (sergent major cu experiență), Gustaw Eicken - „Pluto” (un puternic docher din Hamburg), Alfred Kalb - „Legionarul” (fost soldat al Legiunii străine), Hugo Stege, singurul cu studii superioare, Julius Heide (soldat cu experiență, dar nazist fanatic) și alții. Autorul și-a prezentat soarta pe diferite fronturi ale celui de-al Doilea Război Mondial, concentrându-se pe problemele brutalității și al rolului pe care îl are un soldat obișnuit într-un mare conflict de război.
Cea mai importantă temă a acestei părți este soarta eroilor de pe Frontul de Est - luptă, printre altele lângă Oriol, Cerkasî, Olevsk și Jîtomîr. Autorul descrie prima întâlnire a Micuțului cu Legionarul, precum și circumstanțele sosirii lui Julius Heide, care joacă un rol marginal. Descrierile drastice privesc tortura prizonierilor de război germani capturați de ruși. Firul plin de umor, ca și în celelalte părți, include o descriere a unei vizite la un bordel de companie din Bila Țerkva.

## Cuprins
1. Noapte de iad
2. Furioso
3. Un foc de armă în noapte
4. Asasinat din rațiuni din stat
5. Cum Porta ajunge popă
6. Micuțul și Legionarul
7. Pasiune
8. Din nou pe frontul de est
9. Sărim în aer la ora 11:30
10. Bordel de companie
11. Atacul blindatelor
12. Cuțite, baionete și lopeți
13. Cerkasî
14. Pe loc repaus
15. Moartea stă la pândă
16. Piure de cartofi cu slănină
17. În permisie la Berlin
18. Partizanul
19. Micuțul este iertat de păcate
20. Ce meniu doriți?
21. O naștere
22. Fugari
23. Trăiască moartea

## Adaptări
A fost adaptat ca un film de televiziune, Frontul terorii sau Blindatele morții (The Misfit Brigade), în 1987 de Gordon Hessler. Filmul prezintă lupte de tancuri, prima întâlnire a Micuțului cu Legionarul, vizita la bordel etc. În rolurile principale au interpretat actorii David Carradine (Colonelul Von Weisshagen), Bruce Davison (Porta), Slavko Stimac (Sven), David Patrick Kelly (Legionarul), D.W. Moffett (Cpt. Von Barring) și Keith Szarabajka (Bătrânul).

## Traduceri
Sursa: 
- Sven Hassel, Blindatele morții, Editura Nemira, Colecția Comando, 1992. ISBN 973-95169-5-5. Traducător Cristina Miloșescu. La Nemira au apărut și alte ediții (separat sau cu Legiunea blestemaților), în 1992 (ed. a II-a), 1995, 1997, 2001, 2014, 2016, 2020
- Sven Hassel, Blindatele morții, Editura Lucman, 2006. ISBN 973-723-181-3